# بحيرة خانكا
بحيرة خانكا (Khanka Lake) ((بالروسية: о́зеро Ха́нка)‏؛ (بالصينية المبسطة: 兴凯湖; بالصينية التقليدية: 興凱湖; البينيين: Xīngkǎi Hú))، هي رقعة واسعة من المياه العذبة تقع بين الحدود بين بريمورسكي كراي (Primorsky Krai)، روسيا (Russia) ومقاطعة هيلونجيانج (Heilongjiang)، شمال شرق الصين (Heilongjiang) . عند أقرب نقطة لها، حيث تقع 79 كيلومتر (49 ميل) شرق مدينة جيسكي (Jixi)، مقاطعة هيلونجيانج (Heilongjiang). تبلغ مساحة منطقة البحيرة (lake) حوالي 4,190 كم2 (1,620 ميل مربع)، يقع منها نسبة 3,030 كم2 (1,170 ميل مربع) (72%) في روسيا و1,160 كم2 (450 ميل مربع) (28%) في الصين.

## البيانات الفعلية
بحيرة خانكا (Khanka Lake) هي اسم أُطلق على بحيرتين منفصلتين بتل رملي يبلغ 10 متر (33 قدم). إن شواطئ البحيرة طينية (swampy)، ما عدا الجانب الشمالي الغربي. يشكل حوض التصريف (drainage basin) في أرض طمي منبسطة (alluvial plain) حوالي 16,890 كم2 (6,520 ميل مربع) تقع نسبة 97% منها في مقاطعة روسية. تبلغ منطقة سطح المياه 4,000 إلى 4,400 كم2 (1,500 إلى 1,700 ميل مربع)، حيث تُعد أكبر رقعة مياه في شمال شرق الصين. حيث تتم تغذيتها من خلال 23 (نهرا) (rivers) (8 في الصين و15 في روسيا)، ويعتبر المصب الوحيد للبحيرة هو نهر سونجاتشا (Songacha River). يبلغ متوسط عمق البحيرة 4.5 متر (15 قدم)، بينما يصل أقصى عمق لها إلى 10.6 م (35 قدم). ويبلغ متوسط حجمها 18,3 كيلومتر مكعب (4,4 ميل مكعب)، ومع ذلك يمكنها أن تملأ حتى 22,6 كيلومتر مكعب (5,4 ميل مكعب). تنتمي البحيرة إلى نظام نهر أوسوري (Ussuri River)، والذي يعتبر جزءًا من نظام نهر أمور (Amur River). يبلغ متوسط درجة الحرارة حوالي 21,2 م° (27,2 فهرنهايت) في (يوليو)، بينما يبلغ الحد الأدنى لمتوسط درجة الحرارة حوالي 19,2- م° (2,6- فهرنهايت). تهطل الأمطار (Rainfall) في فصل الصيف بشكل أساسي، بمعدل يصل 750 مليمتر (30 إنش) سنويًا. حيث يعود عمر الأشياء في بحيرة خانكا (Khanka) إلى 9.9 أعوام

## البيئة والتنوع الحيوي

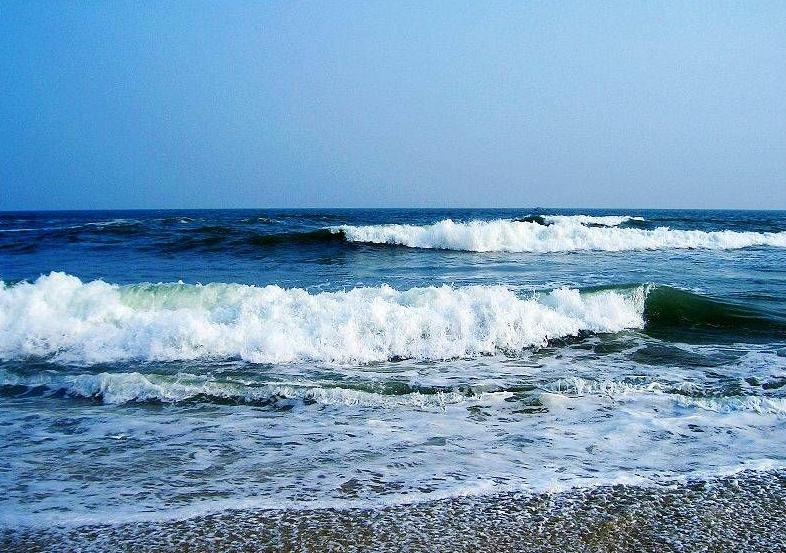
الجانب الشمالي لبحيرة خانكا في الصين

تعتبر المنطقة المحيطة بالبحيرة موطنا (habitat) هامًا لـ الأرض الرطبة (wetland) وتشكل (محمية طبيعية) (Nature Reserve)على الجانب الصيني ومحمية بحيرة خانكا (Khanka Lake Nature Reserve) على الجانب الروسي. حيث يعتبر موقعًا مهمًا للحماية الطبيعية والسياحة البيئية (eco-tourism) وأيضًا للبحث العلمي خصوصًا المتعلق بـ هجرات الطيور (bird migration). حيث يتخذ الأوز الصغير أبيض الواجهة (Lesser White-fronted Goose) النادر من البحيرة بيتًا له. تتم إدارة الجزء الواقع في الجانب الصيني عن طريق حكومة جمهورية الصين الشعبية ويتم استغلاله من قبل المزارع التعاونية (collective farm) في الصيد (fishery) والزراعة (agriculture) وتربية الماشية.

## معلومات تاريخية
في العصر الحجري الحديث (Neolithic)، تطورت ثقافة (Balhae) بوهاي (Bohai) بشكل جيد في منطقة بحيرة خانكا (Khanka).

## في وسائل الإعلام الجماهرية
عرضت قناة ناشيونال جيوغرافيك (National Geographic Channel) فيلمًا باسم «الغابة السرية» كجزء من دائرة روسيا البرية (Wild Russia) والذي يوضح المحميات الطبيعية في منطقة أوسوري كراي (Ussuri Krai)، والتي تشمل الحياة البرية في بحيرة خانكا (Khanka).